# Karol Ząbik
Karol Ząbik, född 25 oktober 1986 i Toruń, är en polsk speedwayförare. Han körde 2009 för Vetlanda Speedway, där han inte gjort några anmärkningsvärda resultat. 2006 körde han för Rospiggarna. Efternamnet uttalas "Zombik"